# Niels Andersen
Niels Andersen (Skibinge, Vordingborg, Selàndia, 14 de maig de 1867 - Hyllinge, Næstved, Selàndia, 9 d'octubre de 1930) va ser un tirador danès que va competir a començaments del segle xx.
El 1908 va prendre part en els Jocs Olímpics de Londres, on disputà dues proves del programa de tir. Fou quart en la prova de rifle lliure, 300 metres per equips i vuitè en la de rifle militar per equips.
Quatre anys més tard, als Jocs d'Estocolm disputà dues proves més del programa de tir. Guanyà la medalla de bronze en la competició de rifle lliure per equips i fou vuitè en la de rifle lliure, 300 metres tres posicions.